# Großvenediger
Großvenediger (Marele Venețian) (3.662 m) este muntele din grupa Venedig (Hohe Tauern), care are cel mai mare ghețar. Muntele este amplasat la granița dintre Tirolul de Est și Salzburg, fiind pe locul patru după înălțime în Austria.